# Primera División C 2022
El campeonato de la Primera División C Profesional 2022 del fútbol paraguayo, fue la vigésimo quinta edición oficial de la Primera División C como Cuarta División, organizado por la Asociación Paraguaya de Fútbol. El club Deportivo Pinozá terminó último en la tabla de promedios por lo que quedará desprogramado en la siguiente temporada. En la fecha 20 el club Benjamín Aceval logró su ascenso de manera anticipada y en la fecha 21 se coronó campeón. Así mismo en la última fecha el club Deportivo Humaitá logró su ascenso como subcampeón.
Son 12 los equipos que compiten en el campeonato.

## Sistema de competición
El modo de disputa se mantendría al igual que en las temporadas precedentes el de todos contra todos a partidos de ida y vuelta, es decir a dos rondas compuestas por 11 jornadas cada una con localía recíproca. Se consagrará campeón el equipo que acumule la mayor cantidad de puntos al término de las 22 fechas.
En caso de paridad de puntos entre dos contendientes, se define el título en un partido extra. De existir más de dos en disputa, se resuelve según los siguientes parámetros:
1) saldo de goles;
2) mayor cantidad de goles marcados;
3) mayor cantidad de goles marcados en condición de visitante;
4) sorteo.

## Producto de la clasificación
- El torneo coronará al 25.º campeón en la historia de la Primera División C.
- Tanto el campeón y el subcampeón obtendrán directamente su ascenso a la Tercera División.
- El último club en la tabla de promedios será desprogramado para la siguiente temporada.

## Ascensos y descensos
| Pos | Ascendidos a Tercera División |
| --- | ----------------------------- |
| 1.º | Benjamín Aceval               |
| 2.º | Deportivo Humaitá             |

| Pos  | Desprogramado por una temporada |
| ---- | ------------------------------- |
| 13.º | Deportivo Pinozá                |

| Pos  | Descendidos de la Tercera División |
| ---- | ---------------------------------- |
| 15.º | General Caballero ZC               |
| 16.º | Fulgencio Yegros                   |

## Equipos participantes

### Localización
La mayoría de los clubes (6) se concentra en la capital del país. En tanto que cinco se encuentran a corta distancia en el departamento Central y uno en el Departamento de Presidente Hayes.
| Distrito capital/Departamento                                          | Cantidad | Equipos |
| ---------------------------------------------------------------------- | -------- | --- |
| Asunción                                                               | 6        | Sport Colonial, Atlético Juventud, Oriental, Deportivo Pinozá, Valois Rivarola, 12 de Octubre SD                                       |
| Archivo:Flagn of Central Department, Paraguay.svg Departamento Central | 5        | Deportivo Humaitá y Pilcomayo (Mariano Roque Alonso); General Caballero CG (Luque); 1° de Marzo y Sport Colombia (Fernando de la Mora) |
| Departamento de Presidente Hayes                                       | 1        | Benjamín Aceval (Villa Hayes) |

### Información de equipos
Listado de los equipos que disputarán este torneo. El número de equipos participantes para esta temporada es de 12.
| Equipo               | Ciudad               | Estadio                 | Capacidad | Fundación              |
| 1.º de Marzo         | Fernando de la Mora  | 1° de Marzo             | 2.000     | 1 de marzo de 1963     |
| Atlético Juventud    | Asunción             | Genaro Azcurra          | 2.000     | 28 de agosto de 1920   |
| Deportivo Humaitá    | Mariano Roque Alonso | Pioneros de Corumba Cué | 7.000     | 19 de febrero de 1932  |
| Deportivo Pinozá     | Asunción             | Alfredo Stroessner      | 80        | 11 de enero de 1922    |
| Benjamín Aceval      | Villa Hayes          | Isidro Roussillón       | 5.000     | 6 de junio de 1918     |
| General Caballero CG | Luque                | 26 de Febrero           | 1.000     | 10 de febrero de 1948  |
| Oriental             | Asunción             | Oriental                | 1.800     | 12 de marzo de 1912    |
| Sport Colombia       | Fernando de la Mora  | Alfonso Colmán          | 7.000     | 1 de noviembre de 1924 |
| Sport Colonial       | Asunción             | Celestino Mongelós      | 600       | 18 de enero de 1948    |
| Valois Rivarola      | Asunción             | Gregorio Sarubbi        | 500       | 12 de julio de 1936    |
| 12 de Octubre SD     | Asunción             | Rafael Giménez          | 1.500     | 12 de octubre de 1922  |
| Pilcomayo            | Mariano Roque Alonso | Agustín Báez            | 800       | 9 de junio de 1915     |
| -------------------- | -------------------- | ----------------------- | --------- | ---------------------- |

## Clasificación
| Pos. | Equipo                 | Pts. | PJ | G  | E | P  | GF | GC | Dif. |  |
| ---- | ---------------------- | ---- | -- | -- | - | -- | -- | -- | ---- |  |
| 1    | Benjamín Aceval (A, C) | 56   | 22 | 17 | 5 | 0  | 65 | 17 | +48  |  |
| 2    | Deportivo Humaitá (A)  | 48   | 22 | 15 | 3 | 4  | 50 | 22 | +28  |  |
| 3    | Sport Colombia         | 46   | 22 | 13 | 7 | 2  | 52 | 29 | +23  |  |
| 4    | Pilcomayo              | 40   | 22 | 12 | 4 | 6  | 42 | 25 | +17  |  |
| 5    | 1º de Marzo            | 33   | 22 | 9  | 6 | 7  | 34 | 21 | +13  |  |
| 6    | Oriental               | 28   | 22 | 7  | 7 | 8  | 29 | 29 | 0    |  |
| 7    | Sport Colonial         | 26   | 22 | 8  | 2 | 12 | 29 | 39 | −10  |  |
| 8    | 12 de Octubre SD       | 23   | 22 | 6  | 5 | 11 | 36 | 49 | −13  |  |
| 9    | General Caballero CG   | 22   | 22 | 7  | 1 | 14 | 21 | 39 | −18  |  |
| 10   | Atlético Juventud      | 17   | 22 | 5  | 2 | 15 | 34 | 60 | −26  |  |
| 11   | Valois Rivarola        | 17   | 22 | 5  | 2 | 15 | 18 | 45 | −27  |  |
| 12   | Deportivo Pinozá (D)   | 16   | 22 | 4  | 4 | 14 | 18 | 53 | −35  |  |

Actualizado a los partidos jugados el 9 de octubre de 2022.
 Fuente: APF
| Campeón y Subcampeón | Ascendidos a Tercera División. |

## Fixture
- Los horarios son correspondientes a la hora local de verano (UTC-3) y horario estándar (UTC-4), Asunción, Paraguay.

### Primera vuelta
| Fecha 1           | Fecha 1   | Fecha 1              | Fecha 1                 | Fecha 1   | Fecha 1 |
| Local             | Resultado | Visitante            | Estadio                 | Día       | Hora    |
| ----------------- | --------- | -------------------- | ----------------------- | --------- | ------- |
| Atlético Juventud | 2 - 0     | 12 de Octubre SD     | La Arboleda             | 6 de mayo | 10:00   |
| Deportivo Humaitá | 0 - 2     | Oriental             | Pioneros de Corumba Cué | 7 de mayo | 15:00   |
| Sport Colonial    | 3 - 1     | General Caballero CG | Celestino Mongelós      | 8 de mayo | 15:00   |
| Valois Rivarola   | 1 - 0     | Deportivo Pinozá     | Gregorio Sarubbi        | 8 de mayo | 15:00   |
| Benjamín Aceval   | 2 - 1     | Sport Colombia       | Isidro Rousillón        | 8 de mayo | 15:00   |
| 1.º de Marzo      | 0 - 0     | Pilcomayo            | 1° de Marzo             | 8 de mayo | 15:00   |

| Fecha 2          | Fecha 2   | Fecha 2              | Fecha 2            | Fecha 2    | Fecha 2 |
| Local            | Resultado | Visitante            | Estadio            | Día        | Hora    |
| ---------------- | --------- | -------------------- | ------------------ | ---------- | ------- |
| Sport Colombia   | 2 - 0     | Valois Rivarola      | Alfonso Colmán     | 15 de mayo | 10:00   |
| Pilcomayo        | 0 - 2     | Deportivo Humaitá    | Ricardo Gregor     | 16 de mayo | 10:00   |
| 1º de Marzo      | 1 - 0     | Sport Colonial       | 1° de Marzo        | 18 de mayo | 15:00   |
| Oriental         | 2 - 1     | Atlético Juventud    | Celestino Mongelós | 18 de mayo | 15:00   |
| 12 de Octubre SD | 1 - 7     | Benjamín Aceval      | Rafael Giménez     | 18 de mayo | 15:00   |
| Deportivo Pinozá | 0 - 2     | General Caballero CG | Alfredo Stroessner | 18 de mayo | 15:00   |

| Fecha 3              | Fecha 3   | Fecha 3          | Fecha 3                 | Fecha 3    | Fecha 3 |
| Local                | Resultado | Visitante        | Estadio                 | Día        | Hora    |
| -------------------- | --------- | ---------------- | ----------------------- | ---------- | ------- |
| Deportivo Humaitá    | 3 - 1     | 1.º de Marzo     | Pioneros de Corumba Cué | 21 de mayo | 15:00   |
| Sport Colonial       | 2 - 0     | Deportivo Pinozá | Celestino Mongelós      | 22 de mayo | 15:00   |
| Valois Rivarola      | 2 - 1     | 12 de Octubre SD | Gregorio Sarubbi        | 22 de mayo | 15:00   |
| Benjamín Aceval      | 2 - 2     | Oriental         | Isidro Roussillón       | 22 de mayo | 15:00   |
| Atlético Juventud    | 0 - 2     | Pilcomayo        | Genaro Azcurra          | 22 de mayo | 15:00   |
| General Caballero CG | 0 - 2     | Sport Colombia   | Hugo Bogado Vaceque     | 23 de mayo | 10:00   |

| Fecha 4           | Fecha 4   | Fecha 4              | Fecha 4                 | Fecha 4    | Fecha 4 |
| Local             | Resultado | Visitante            | Estadio                 | Día        | Hora    |
| ----------------- | --------- | -------------------- | ----------------------- | ---------- | ------- |
| Oriental          | 1 - 1     | Valois Rivarola      | Roque Battilana         | 27 de mayo | 10:00   |
| Deportivo Humaitá | 1 - 0     | Sport Colonial       | Pioneros de Corumba Cué | 28 de mayo | 15:00   |
| Sport Colombia    | 3 - 0     | Deportivo Pinozá     | Alfonso Colmán          | 29 de mayo | 10:00   |
| Pilcomayo         | 1 - 1     | Benjamín Aceval      | Agustín Báez            | 29 de mayo | 15:00   |
| 12 de Octubre SD  | 3 - 1     | General Caballero CG | Rafael Giménez          | 29 de mayo | 15:00   |
| 1º de Marzo       | 5 - 1     | Atlético Juventud    | 1° de Marzo             | 29 de mayo | 15:00   |

| Fecha 5              | Fecha 5   | Fecha 5           | Fecha 5            | Fecha 5    | Fecha 5 |
| Local                | Resultado | Visitante         | Estadio            | Día        | Hora    |
| -------------------- | --------- | ----------------- | ------------------ | ---------- | ------- |
| Sport Colonial       | 2 - 3     | Sport Colombia    | Roque Battilana    | 3 de junio | 10:00   |
| General Caballero CG | 1 - 0     | Oriental          | 26 de Febrero      | 4 de junio | 15:00   |
| Deportivo Pinozá     | 0 - 3     | 12 de Octubre SD  | Alfredo Stroessner | 5 de junio | 10:00   |
| Benjamín Aceval      | 1 - 0     | 1.º de Marzo      | Isidro Roussillón  | 5 de junio | 10:00   |
| Valois Rivarola      | 2 - 3     | Pilcomayo         | Gregorio Sarubbi   | 5 de junio | 15:00   |
| Atlético Juventud    | 2 - 2     | Deportivo Humaitá | Genaro Azcurra     | 5 de junio | 15:00   |

| Fecha 6           | Fecha 6   | Fecha 6              | Fecha 6                 | Fecha 6     | Fecha 6 |
| Local             | Resultado | Visitante            | Estadio                 | Día         | Hora    |
| ----------------- | --------- | -------------------- | ----------------------- | ----------- | ------- |
| 12 de Octubre SD  | 2 - 2     | Sport Colombia       | Rafael Giménez          | 11 de junio | 10:00   |
| Pilcomayo         | 0 - 1     | General Caballero CG | Agustín Báez            | 12 de junio | 15:00   |
| Atlético Juventud | 2 - 2     | Sport Colonial       | Genaro Azcurra          | 12 de junio | 15:00   |
| 1º de Marzo       | 2 - 1     | Valois Rivarola      | 1° de Marzo             | 12 de junio | 15:00   |
| Deportivo Humaitá | 1 - 2     | Benjamín Aceval      | Pioneros de Corumba Cué | 12 de junio | 15:00   |
| Oriental          | 2 - 1     | Deportivo Pinozá     | Roque Battilana         | 13 de junio | 10:00   |

| Fecha 7              | Fecha 7   | Fecha 7           | Fecha 7            | Fecha 7     | Fecha 7 |
| Local                | Resultado | Visitante         | Estadio            | Día         | Hora    |
| -------------------- | --------- | ----------------- | ------------------ | ----------- | ------- |
| Sport Colombia       | 2 - 2     | Oriental          | Alfonso Colmán     | 17 de junio | 10:00   |
| Benjamín Aceval      | 3 - 0     | Atlético Juventud | Isidro Roussillón  | 17 de junio | 10:00   |
| Sport Colonial       | 4 - 2     | 12 de Octubre SD  | Celestino Mongelós | 18 de junio | 15:00   |
| Deportivo Pinozá     | 2 - 3     | Pilcomayo         | Alfredo Stroessner | 18 de junio | 15:00   |
| General Caballero CG | 1 - 0     | 1.º de Marzo      | 26 de Febrero      | 18 de junio | 15:00   |
| Valois Rivarola      | 0 - 6     | Deportivo Humaitá | Gregorio Sarubbi   | 18 de junio | 15:00   |

| Fecha 8           | Fecha 8   | Fecha 8              | Fecha 8           | Fecha 8     | Fecha 8 |
| Local             | Resultado | Visitante            | Estadio           | Día         | Hora    |
| ----------------- | --------- | -------------------- | ----------------- | ----------- | ------- |
| Pilcomayo         | 2 - 1     | Sport Colombia       | Agustín Báez      | 25 de junio | 15:00   |
| Oriental          | 0 - 0     | 12 de Octubre SD     | 1° de Marzo       | 26 de junio | 10:00   |
| Benjamín Aceval   | 4 - 0     | Sport Colonial       | Isidro Roussillón | 26 de junio | 15:00   |
| 1º de Marzo       | 3 - 0     | Deportivo Pinozá     | 1° de Marzo       | 26 de junio | 15:00   |
| Atlético Juventud | 1 - 0     | Valois Rivarola      | Genaro Azcurra    | 26 de junio | 15:00   |
| Deportivo Humaitá | 1 - 0     | General Caballero CG | La Arboleda       | 27 de junio | 10:00   |

| Fecha 9              | Fecha 9   | Fecha 9           | Fecha 9            | Fecha 9    | Fecha 9 |
| Local                | Resultado | Visitante         | Estadio            | Día        | Hora    |
| -------------------- | --------- | ----------------- | ------------------ | ---------- | ------- |
| Valois Rivarola      | 1 - 2     | Benjamín Aceval   | Gregorio Sarubbi   | 2 de julio | 15:00   |
| General Caballero CG | 3 - 1     | Atlético Juventud | Adrián Jara        | 2 de julio | 15:00   |
| Deportivo Pinozá     | 0 - 4     | Deportivo Humaitá | Alfredo Stroessner | 3 de julio | 10:00   |
| 12 de Octubre SD     | 0 - 4     | Pilcomayo         | Rafael Giménez     | 3 de julio | 15:00   |
| Sport Colonial       | 0 - 3     | Oriental          | Celestino Mongelós | 3 de julio | 15:00   |
| Sport Colombia       | 2 - 1     | 1.º de Marzo      | Ricardo Gregor     | 4 de julio | 10:00   |

| Fecha 10          | Fecha 10  | Fecha 10             | Fecha 10                | Fecha 10    | Fecha 10 |
| Local             | Resultado | Visitante            | Estadio                 | Día         | Hora     |
| ----------------- | --------- | -------------------- | ----------------------- | ----------- | -------- |
| Pilcomayo         | 1 - 0     | Oriental             | Erico Galeano           | 8 de julio  | 10:00    |
| Benjamín Aceval   | 4 - 1     | General Caballero CG | Isidro Roussillón       | 10 de julio | 15:00    |
| Atlético Juventud | 4 - 2     | Deportivo Pinozá     | Genaro Azcurra          | 10 de julio | 15:00    |
| Deportivo Humaitá | 2 - 2     | Sport Colombia       | Pioneros de Corumba Cué | 10 de julio | 15:00    |
| 1º de Marzo       | 4 - 0     | 12 de Octubre SD     | 1° de Marzo             | 10 de julio | 15:00    |
| Valois Rivarola   | 2 - 0     | Sport Colonial       | Gregorio Sarubbi        | 10 de julio | 15:00    |

| Fecha 11             | Fecha 11  | Fecha 11          | Fecha 11           | Fecha 11    | Fecha 11 |
| Local                | Resultado | Visitante         | Estadio            | Día         | Hora     |
| -------------------- | --------- | ----------------- | ------------------ | ----------- | -------- |
| Deportivo Pinozá     | 0 - 3     | Benjamín Aceval   | Alfredo Stroessner | 16 de julio | 10:00    |
| 12 de Octubre SD     | 2 - 4     | Deportivo Humaitá | Rafael Giménez     | 16 de julio | 10:00    |
| Sport Colonial       | 2 - 1     | Pilcomayo         | Celestino Mongelós | 16 de julio | 15:00    |
| General Caballero CG | 1 - 0     | Valois Rivarola   | 26 de Febrero      | 16 de julio | 15:00    |
| Oriental             | 0 - 1     | 1º de Marzo       | Gregorio Sarubbi   | 17 de julio | 15:00    |
| Sport Colombia       | 5 - 2     | Atlético Juventud | Alfonso Colmán     | 18 de julio | 10:00    |

### Segunda vuelta
| Fecha 12             | Fecha 12  | Fecha 12          | Fecha 12           | Fecha 12    | Fecha 12 |
| Local                | Resultado | Visitante         | Estadio            | Día         | Hora     |
| -------------------- | --------- | ----------------- | ------------------ | ----------- | -------- |
| Sport Colombia       | 1 - 1     | Benjamín Aceval   | Alfonso Colmán     | 30 de julio | 10:00    |
| 12 de Octubre SD     | 5 - 2     | Atlético Juventud | Rafael Giménez     | 30 de julio | 15:00    |
| Deportivo Pinozá     | 2 - 0     | Valois Rivarola   | Alfredo Stroessner | 30 de julio | 15:00    |
| General Caballero CG | 2 - 1     | Sport Colonial    | 26 de Febrero      | 30 de julio | 15:00    |
| Pilcomayo            | 0 - 0     | 1.º de Marzo      | Agustín Báez       | 31 de julio | 15:00    |
| Oriental             | 0 - 1     | Deportivo Humaitá | La Arboleda        | 1 de agosto | 10:00    |

| Fecha 13             | Fecha 13  | Fecha 13         | Fecha 13                | Fecha 13    | Fecha 13 |
| Local                | Resultado | Visitante        | Estadio                 | Día         | Hora     |
| -------------------- | --------- | ---------------- | ----------------------- | ----------- | -------- |
| Benjamín Aceval      | 2 - 0     | 12 de Octubre SD | Isidro Roussillón       | 5 de agosto | 10:00    |
| General Caballero CG | 1 - 1     | Deportivo Pinozá | 26 de Febrero           | 6 de agosto | 15:00    |
| Sport Colonial       | 1 - 1     | 1.º de Marzo     | Celestino Mongelós      | 7 de agosto | 15:00    |
| Deportivo Humaitá    | 1 - 1     | Pilcomayo        | Pioneros de Corumba Cué | 7 de agosto | 15:00    |
| Atlético Juventud    | 1 - 2     | Oriental         | Genaro Azcurra          | 7 de agosto | 15:00    |
| Valois Rivarola      | 0 - 3     | Sport Colombia   | Gregorio Sarubbi        | 7 de agosto | 15:00    |

| Fecha 14         | Fecha 14  | Fecha 14             | Fecha 14           | Fecha 14     | Fecha 14 |
| Local            | Resultado | Visitante            | Estadio            | Día          | Hora     |
| ---------------- | --------- | -------------------- | ------------------ | ------------ | -------- |
| Deportivo Pinozá | 3 - 1     | Sport Colonial       | Alfredo Stroessner | 13 de agosto | 15:00    |
| 12 de Octubre SD | 2 - 3     | Valois Rivarola      | Rafael Giménez     | 13 de agosto | 15:00    |
| Pilcomayo        | 3 - 1     | Atlético Juventud    | Agustín Báez       | 13 de agosto | 15:00    |
| Sport Colombia   | 4 - 2     | General Caballero CG | Alfonso Colmán     | 14 de agosto | 10:00    |
| 1.º de Marzo     | 0 - 2     | Deportivo Humaitá    | 1° de Marzo        | 14 de agosto | 10:00    |
| Oriental         | 3 - 3     | Benjamín Aceval      | La Arboleda        | 15 de agosto | 10:00    |

| Fecha 15             | Fecha 15  | Fecha 15          | Fecha 15           | Fecha 15     | Fecha 15 |
| Local                | Resultado | Visitante         | Estadio            | Día          | Hora     |
| -------------------- | --------- | ----------------- | ------------------ | ------------ | -------- |
| Sport Colonial       | 1 - 3     | Deportivo Humaitá | Feliciano Cáceres  | 19 de agosto | 10:00    |
| Deportivo Pinozá     | 2 - 2     | Sport Colombia    | Alfredo Stroessner | 20 de agosto | 15:00    |
| Valois Rivarola      | 2 - 2     | Oriental          | Gregorio Sarubbi   | 20 de agosto | 15:00    |
| General Caballero CG | 1 - 3     | 12 de Octubre SD  | 26 de Febrero      | 20 de agosto | 15:00    |
| Atlético Juventud    | 2 - 5     | 1º de Marzo       | Genaro Azcurra     | 21 de agosto | 15:00    |
| Benjamín Aceval      | 3 - 0     | Pilcomayo         | Isidro Roussillón  | 21 de agosto | 15:00    |

| Fecha 16          | Fecha 16  | Fecha 16             | Fecha 16                | Fecha 16     | Fecha 16 |
| Local             | Resultado | Visitante            | Estadio                 | Día          | Hora     |
| ----------------- | --------- | -------------------- | ----------------------- | ------------ | -------- |
| Oriental          | 1 - 0     | General Caballero CG | Alfonso Colmán          | 26 de agosto | 15:00    |
| 12 de Octubre SD  | 1 - 1     | Deportivo Pinozá     | Rafael Giménez          | 27 de agosto | 10:00    |
| Pilcomayo         | 3 - 0     | Valois Rivarola      | Agustín Báez            | 28 de agosto | 15:00    |
| 1.º de Marzo      | 1 - 1     | Benjamín Aceval      | 1° de Marzo             | 28 de agosto | 15:00    |
| Deportivo Humaitá | 5 - 2     | Atlético Juventud    | Pioneros de Corumba Cué | 28 de agosto | 15:00    |
| Sport Colombia    | 2 - 0     | Sport Colonial       | Alfonso Colmán          | 29 de agosto | 10:00    |

| Fecha 17             | Fecha 17  | Fecha 17          | Fecha 17           | Fecha 17        | Fecha 17 |
| Local                | Resultado | Visitante         | Estadio            | Día             | Hora     |
| -------------------- | --------- | ----------------- | ------------------ | --------------- | -------- |
| Benjamín Aceval      | 2 - 1     | Deportivo Humaitá | Isidro Roussillón  | 2 de septiembre | 10:00    |
| Sport Colonial       | 3 - 1     | Atlético Juventud | Celestino Mongelós | 3 de septiembre | 15:00    |
| General Caballero CG | 0 - 4     | Pilcomayo         | 26 de Febrero      | 3 de septiembre | 15:00    |
| Valois Rivarola      | 0 - 3     | 1º de Marzo       | Gregorio Sarubbi   | 3 de septiembre | 15:00    |
| Deportivo Pinozá     | 1 - 1     | Oriental          | Alfredo Stroessner | 3 de septiembre | 15:00    |
| Sport Colombia       | 1 - 1     | 12 de Octubre SD  | Alfonso Colmán     | 4 de septiembre | 10:00    |

| Fecha 18          | Fecha 18  | Fecha 18             | Fecha 18                | Fecha 18         | Fecha 18 |
| Local             | Resultado | Visitante            | Estadio                 | Día              | Hora     |
| ----------------- | --------- | -------------------- | ----------------------- | ---------------- | -------- |
| 12 de Octubre SD  | 1 - 0     | Sport Colonial       | Rafael Giménez          | 10 de septiembre | 15:00    |
| Pilcomayo         | 6 - 0     | Deportivo Pinozá     | Agustín Báez            | 10 de septiembre | 15:00    |
| Atlético Juventud | 1 - 2     | Benjamín Aceval      | Genaro Azcurra          | 11 de septiembre | 15:00    |
| Deportivo Humaitá | 2 - 0     | Valois Rivarola      | Pioneros de Corumba Cué | 11 de septiembre | 15:00    |
| 1º de Marzo       | 2 - 0     | General Caballero CG | 1° de Marzo             | 11 de septiembre | 15:00    |
| Oriental          | 2 - 4     | Sport Colombia       | Ricardo Gregor          | 12 de septiembre | 10:00    |

| Fecha 19             | Fecha 19  | Fecha 19          | Fecha 19           | Fecha 19         | Fecha 19 |
| Local                | Resultado | Visitante         | Estadio            | Día              | Hora     |
| -------------------- | --------- | ----------------- | ------------------ | ---------------- | -------- |
| Sport Colonial       | 0 - 4     | Benjamín Aceval   | La Arboleda        | 16 de septiembre | 10:00    |
| Valois Rivarola      | 1 - 2     | Atlético Juventud | Gregorio Sarubbi   | 17 de septiembre | 15:00    |
| General Caballero CG | 0 - 2     | Deportivo Humaitá | 26 de Febrero      | 17 de septiembre | 15:00    |
| Deportivo Pinozá     | 1 - 0     | 1.º de Marzo      | Alfredo Stroessner | 17 de septiembre | 15:00    |
| 12 de Octubre SD     | 2 - 0     | Oriental          | Rafael Giménez     | 17 de septiembre | 15:00    |
| Sport Colombia       | 2 - 1     | Pilcomayo         | Alfonso Colmán     | 18 de septiembre | 10:00    |

| Fecha 20          | Fecha 20  | Fecha 20             | Fecha 20                | Fecha 20         | Fecha 20 |
| Local             | Resultado | Visitante            | Estadio                 | Día              | Hora     |
| ----------------- | --------- | -------------------- | ----------------------- | ---------------- | -------- |
| Atlético Juventud | 3 - 2     | General Caballero CG | Genaro Azcurra          | 26 de septiembre | 10:00    |
| Deportivo Humaitá | 3 - 0     | Deportivo Pinozá     | Pioneros de Corumba Cué | 26 de septiembre | 10:00    |
| Oriental          | 1 - 2     | Sport Colonial       | Gregorio Sarubbi        | 26 de septiembre | 10:00    |
| Benjamín Aceval   | 5 - 1     | Valois Rivarola      | Isidro Roussillón       | 26 de septiembre | 10:00    |
| Pilcomayo         | 4 - 3     | 12 de Octubre SD     | Agustín Báez            | 26 de septiembre | 10:00    |
| 1.º de Marzo      | 1 - 1     | Sport Colombia       | 1° de Marzo             | 26 de septiembre | 10:00    |

| Fecha 21             | Fecha 21  | Fecha 21            | Fecha 21           | Fecha 21         | Fecha 21 |
| Local                | Resultado | Visitante           | Estadio            | Día              | Hora     |
| -------------------- | --------- | ------------------- | ------------------ | ---------------- | -------- |
| 12 de Octubre SD     | 2 - 2     | 1.º de Marzo        | Genaro Azcurra     | 29 de septiembre | 15:00    |
| General Caballero CG | 1 - 3     | Benjamín Aceval (C) | 26 de Febrero      | 30 de septiembre | 10:00    |
| Sport Colombia       | 3 - 1     | Deportivo Humaitá   | Alfonso Colmán     | 30 de septiembre | 10:00    |
| Sport Colonial       | 2 - 0     | Valois Rivarola     | Celestino Mongelós | 3 de octubre     | 15:00    |
| Deportivo Pinozá     | 2 - 0     | Atlético Juventud   | Alfredo Stroessner | 3 de octubre     | 15:00    |
| Oriental             | 1 - 2     | Pilcomayo           | Gregorio Sarubbi   | 3 de octubre     | 16:00    |

| Fecha 22          | Fecha 22  | Fecha 22             | Fecha 22                | Fecha 22     | Fecha 22 |
| Local             | Resultado | Visitante            | Estadio                 | Día          | Hora     |
| ----------------- | --------- | -------------------- | ----------------------- | ------------ | -------- |
| Benjamín Aceval   | 8 - 0     | Deportivo Pinozá     | Isidro Roussillón       | 7 de octubre | 10:00    |
| Valois Rivarola   | 1 - 0     | General Caballero CG | Gregorio Sarubbi        | 7 de octubre | 10:00    |
| 1.º de Marzo      | 1 - 2     | Oriental             | 1° de Marzo             | 8 de octubre | 10:00    |
| Pilcomayo         | 1 - 3     | Sport Colonial       | Agustín Báez            | 9 de octubre | 10:30    |
| Deportivo Humaitá | 3 - 2     | 12 de Octubre SD     | Pioneros de Corumba Cué | 9 de octubre | 16:00    |
| Atlético Juventud | 3 - 4     | Sport Colombia       | Genaro Azcurra          | 9 de octubre | 16:00    |

### Resultados
| Local \ Visitante    | PIL | 12O | CDB | CAJ | 1MA | CSC | ORI | SVR | HUM | PIN | SCO | GCC |
| -------------------- | --- | --- | --- | --- | --- | --- | --- | --- | --- | --- | --- | --- |
| Pilcomayo            |     | 4–3 | 1–1 | 3–1 | 0–0 | 2–1 | 1–0 | 3–0 | 0–2 | 6–0 | 1–3 | 0–1 |
| 12 de Octubre SD     | 0–4 |     | 1–7 | 5–2 | 2–2 | 2–2 | 2–0 | 2–3 | 2–4 | 1–1 | 1–0 | 3–1 |
| Benjamín Aceval      | 3–0 | 2–0 |     | 3–0 | 1–0 | 2–1 | 2–2 | 5–1 | 2–1 | 8–0 | 4–0 | 4–1 |
| Atlético Juventud    | 0–2 | 2–0 | 1–2 |     | 2–5 | 3–4 | 1–2 | 1–0 | 2–2 | 4–2 | 2–2 | 3–2 |
| 1.º de Marzo         | 0–0 | 4–0 | 1–1 | 5–1 |     | 1–1 | 1–2 | 2–1 | 0–2 | 3–0 | 1–0 | 1–0 |
| Sport Colombia       | 2–1 | 1–1 | 1–1 | 5–2 | 2–1 |     | 2–2 | 2–0 | 3–1 | 2–0 | 2–0 | 4–2 |
| Oriental             | 1–2 | 0–0 | 3–3 | 2–1 | 0–1 | 2–4 |     | 1–1 | 0–1 | 2–1 | 1–2 | 1–0 |
| Valois Rivarola      | 2–3 | 2–1 | 1–2 | 1–2 | 0–3 | 0–3 | 2–2 |     | 0–6 | 1–0 | 2–0 | 1–0 |
| Deportivo Humaitá    | 1–1 | 3–2 | 1–2 | 5–2 | 3–1 | 2–2 | 0–2 | 2–0 |     | 3–0 | 1–0 | 1–0 |
| Deportivo Pinozá     | 2–3 | 0–3 | 0–3 | 2–0 | 1–0 | 2–2 | 1–1 | 2–0 | 0–4 |     | 3–1 | 0–2 |
| Sport Colonial       | 2–1 | 4–2 | 0–4 | 3–1 | 1–1 | 2–3 | 0–3 | 2–0 | 1–3 | 2–0 |     | 3–1 |
| General Caballero CG | 0–4 | 1–3 | 1–3 | 3–1 | 1–0 | 0–2 | 1–0 | 1–0 | 0–2 | 1–1 | 2–0 |     |

## Campeón
|                           |
| Benjamín Aceval 1º título |

## Puntaje promedio
El promedio de puntos de un club es el cociente que se obtiene de la división de su puntaje acumulado en las últimas tres temporadas en la división, por la cantidad de partidos que haya jugado durante dicho período. Este determina, al final de cada temporada, al equipo que será desprogramado por un año.
- Actualizado el 9 de octubre de 2022.

| Pos. | Equipo               | Prom. | Pts. | PJ | '19 | '21 | '22 |
| ---- | -------------------- | ----- | ---- | -- | --- | --- | --- |
| 1º   | Benjamín Aceval      | 2.029 | 138  | 68 | 39  | 43  | 56  |
| 2º   | Sport Colombia       | 1.826 | 84   | 46 | -   | 38  | 46  |
| 3º   | Pilcomayo            | 1.818 | 40   | 22 | -   | -   | 40  |
| 4º   | Deportivo Humaitá    | 1.706 | 116  | 68 | 31  | 37  | 48  |
| 5º   | Oriental             | 1.324 | 90   | 68 | 26  | 36  | 28  |
| 6º   | Atlético Juventud    | 1.309 | 89   | 68 | 38  | 34  | 17  |
| 7º   | 1° de Marzo          | 1.265 | 86   | 68 | 17  | 36  | 33  |
| 8º   | 12 de Octubre SD     | 1.045 | 23   | 22 | -   | -   | 23  |
| 9º   | Sport Colonial       | 1.029 | 70   | 68 | 24  | 20  | 26  |
| 10º  | General Caballero CG | 0.985 | 67   | 68 | 20  | 25  | 22  |
| 11º  | Valois Rivarola      | 0.978 | 45   | 46 | -   | 28  | 17  |
| 12º  | Deportivo Pinozá     | 0.897 | 61   | 68 | 19  | 26  | 16  |

     En zona de desprogramación por un año.

## Goleadores
| Pos. | Jugador           | Club              | Goles |
| ---- | ----------------- | ----------------- | ----- |
| 1    | Nery Castro       | Benjamín Aceval   | 22    |
| 2    | Johnny Arboleda   | Deportivo Humaitá | 19    |
| 3    | Favio Villalba    | 12 de Octubre SD  | 13    |
| 4    | Claudio Benítez   | Pilcomayo         | 9     |
| 5    | Joel Garay        | Deportivo Humaitá | 8     |
| 6    | José Rojas        | Sport Colonial    | 8     |
| 7    | Santiago López    | Benjamín Aceval   | 8     |
| 8    | Carlos Brítez     | Benjamín Aceval   | 7     |
| 9    | Kevin Quiñónez    | Benjamín Aceval   | 7     |
| 10   | Santiago Carballo | Pilcomayo         | 7     |
| 11   | Roberto Sánchez   | Pilcomayo         | 7     |
| 12   | Emilio Ibarra     | Sport Colombia    | 7     |
| 13   | Guillermo Vázquez | Sport Colombia    | 7     |
| 14   | Marcelo Sánchez   | Oriental          | 7     |
| 15   | Horacio Lovera    | Atlético Juventud | 7     |